# 889 Erynia
889 Erynia este un asteroid de tip S din centura principală, descoperit la 5 martie 1918 de către astronomul german Max Wolf la Observatorul din Heidelberg, Germania. Numele său provine din mitologia greacă, făcând referire la Eriniile (în greacă: Erinyes), zeițele răzbunării.

## Informații generale
- Descoperitor: Max Wolf
- Data descoperirii: 5 martie 1918
- Locul descoperirii: Heidelberg, Germania
- Tip spectral: S (stâncos)
- Diametru estimat: 26–30 km
- Albedo: 0,20–0,25
- Perioadă de rotație: ~15,1 ore[3]

## Orbită
889 Erynia orbitează Soarele în centura principală, cu o perioadă de revoluție de aproximativ 3,71 ani (1.354 zile). Orbita sa este ușor excentrică și moderat înclinată față de planul ecliptic:
- Semi-axa mare: ~2,40 UA
- Periheliu: ~1,96 UA
- Afel: ~2,84 UA
- Excentricitate: ~0,19
- Înclinație: ~6,6°[4]

## Caracteristici fizice
Asteroidul aparține clasei spectrale S, indicând o compoziție predominant stâncoasă, bogată în silicați și metale. Datele obținute prin observații fotometrice și spectroscopice sugerează un albedo relativ ridicat și o perioadă de rotație de aproximativ 15,1 ore.

## Semnificația numelui
Numele "Erynia" provine din mitologia greacă, fiind o referință la Eriniile – divinități ale răzbunării care îi pedepseau pe cei ce comiteau fapte grave, în special crime împotriva rudelor apropiate. Alegerea acestui nume urmează tradiția de a numi asteroizii după personaje mitologice.

## Observații și cercetări
889 Erynia nu a fost vizitat de vreo misiune spațială până în prezent. Informațiile despre acest asteroid provin din observații efectuate de la sol, precum și din datele colectate de telescoapele spațiale, inclusiv misiunile WISE și Gaia. Analizele luminozității au permis estimarea dimensiunii și a proprietăților de rotație.